# 3. divertimento (Mozart)

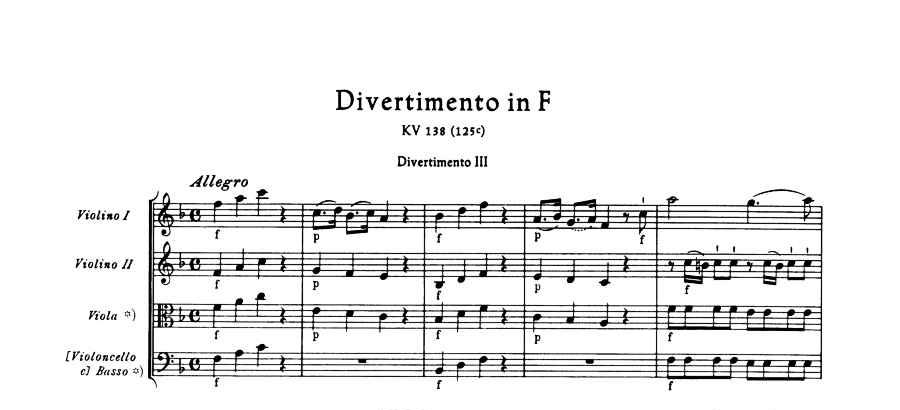
K.138-1

F-dúr, avagy No. 3-as  divertimento, K. 138 (125c) Wolfgang Amadeus Mozart egyik műve.
Tételek:
1. Allegro: Az első Allegro határozott unisono kezdete az opera buffa hangvételét idézi.
2. Andante: Az Andante a két felső és a két alsó szólam bensőséges párbeszéde.
3. Presto: A zárótétel szellemes, mozgékony rondó, amelyből ismét az olasz vígopera apró, kihegyezett motívumai csendülnek ki.

Az első két divertimentóhoz képest itt határozottan egyéni stílus kialakítására törekszik a fiatal komponista, miközben ügyesen kombinálja az olaszoktól és a két Haydntól tanultakat: így például a két hegedű (I. és II. hegedű) határozottan fölényben van a brácsával szemben, de dallamot csak a prímnek juttat Mozart, a szekund funkciója, bármennyire ötletgazdag és zseniális, csak kísérésre szorítkozik. Feltehető, hogy Mozart éppen az F-dúr divertimento komponálása idején ismerte meg Joseph Haydn 1771-ből való hat vonósnégyesét: a témák finom mívű kidolgozása erre enged következtetni.